# Pseudomyromeus insignatus
Pseudomyromeus insignatus är en skalbaggsart som först beskrevs av Heller 1915.  Pseudomyromeus insignatus ingår i släktet Pseudomyromeus och familjen långhorningar.
Artens utbredningsområde är Sulawesi. Inga underarter finns listade i Catalogue of Life.